# Powiat Komló
Powiat Komló (węg. Komlói járás) – jeden z dziewięciu powiatów komitatu Baranya na Węgrzech. Siedzibą władz jest miasto Komló.

## Miejscowości powiatu Komló
- Bodolyabér
- Egyházaskozár
- Hegyhátmaróc
- Hosszúhetény
- Kárász
- Komló
- Köblény
- Liget
- Magyaregregy
- Magyarhertelend
- Magyarszék
- Mánfa
- Máza
- Mecsekpölöske
- Szalatnak
- Szárász
- Szászvár
- Tófű
- Vékény